# 喬因阜
喬因阜（1536年—？），字思綿，陝西西安府耀州人，軍籍，明朝政治人物。

## 生平
嘉靖四十年 (1561年) 辛酉科陝西鄉試第八名舉人。隆慶二年（1568年）中式戊辰科會試第九名，二甲第二十六名進士。授河南許州知州，升户部员外郎、郎中，萬曆三年（1575年）三月升浙江提学副使，七年十月升太仆寺少卿添注，十年三月官至南京右通政，十一年十一月礼科给事中陈烨弹劾乔因阜，言其先为浙江提学副使時，沙汰浙士太甚，得上考，遂有太仆少卿之擢。今以不理于口，乃图南转逃避人言。下旨降一级调外任。有文集《远志堂集》。

## 家族
曾祖喬志玉；祖父喬仲節，封南京戶部主事；父喬世寍，四川按察司按察使。母宋氏（封安人）；繼母魚氏。慈侍下。兄喬因羽（贡士）。